# آملی گوله نادون
آملی گوله نادون (انگلیسی: Amélie Goulet-Nadon؛ زادهٔ ۲۴ ژانویهٔ ۱۹۸۳) اسکیت‌باز سرعت اهل کانادا است.